# 128417 Chrismccaa
128417 Chrismccaa este o planetă minoră (asteroid) din centura de asteroizi. A fost descoperită pe 12 iunie 2004 la Catalina Station⁠(d) de Catalina Sky Survey. 
Obiectul prezintă o orbită caracterizată de o semiaxă mare de 3,1195160110254 UAi, o excentricitate de 0,05, o înclinație de 11,9 ° în raport cu ecliptica.